# Pin-Balma
Pin-Balma är en kommun i departementet Haute-Garonne i regionen Occitanien i södra Frankrike. Kommunen ligger i kantonen Toulouse 8e Canton som tillhör arrondissementet Toulouse. År 2022 hade Pin-Balma 1 029 invånare.

## Befolkningsutveckling
Antalet invånare i kommunen Pin-Balma
Referens:INSEE